# 성적 속어
성 풍속 용어(性風俗用語)는 생식기, 성행위에 관련되는 용어를 말한다. 여기에서는 속어까지 포함한다.

## 사람의 상태에 대한 용어

### 직업, 관계
- 매춘부, 창부
- 남창
- 불륜상대
- 미스트리스
- AV 여배우

### 사람의 상태
- 음란

### 신체의 상태
- 거유
- 무모(영어판)
- 빈유
- 포경

## 나라별 성 풍속 속어

### 한국
- 고추 - 남성의 생식기관 중 음경을 뜻하는 속어이다.
- 딸딸이, DDR - 자위행위를 뜻하는 속어이다. 동사형으로 '딸치다'라고도 표현한다.
- 떡치다 - '성관계하다'라는 뜻이다.
- 보지 - 여성의 생식기관 중 외음부(음순, 질)을 뜻하는 속어이다.
- 빠구리 - 성교를 뜻하는 속어이다.
- 좆질 - 성교를 뜻하는 속어이다.
- 씹질 - 여성의 질을 파는 행위를 뜻하는 속어이다.
- 씹 - 여성의 생식기관 중 외음부(음순, 질)을 뜻하는 속어이다.
- 용두질 - 남성의 자위행위를 뜻하는 속어이다.
- 자지 - 남성의 생식기관 중 음경을 뜻하는 속어이다.
- 잠지 - 어린 남성의 음경을 뜻하는 속어로 되어 있으나, 여성의 생식기관을 뜻하는 속어로도 사용된다.
- 좆 - 남성의 생식기관 중 음경을 뜻하는 속어이다.
- 보빨 - '보지'와 '빨다'의 합성어로 커닐링구스를 뜻하는 속어이다. 또는 여성에게 친절하게 행동하는 남자의 태도를 낮잡는 말이기도 하다.
- 보빨러 - 커닐링구스를 행하는 사람을 뜻하는 속어이다.
- 자다 - '성관계하다'라는 뜻이다.
- 먹다 - 남자 입장에서 여자와 성관계를 하거나 강간한 것을 표현한 속어.
- 박다 - 남성의 성기가 여성의 성기에 삽입되는 것을 표현
- 섰다- 남성의 성기가 발기된 상태임을 표현하는 용어
- 오입 - 잘 못 들어갔다는 뜻의 한자어로 불륜을 저지르다의 속어.
- 몸을 섞다 - 남여의 성기가 삽입된 것을 표현한 속어.
- 붕가( 붕가붕가 ) - '성관계하다'라는 뜻이다.
- 잦잦 - "잤네짯어"의 약자로 '성관계하다'라는 뜻이다.
- 뷰지 - 여성의 생식기관 중 외음부(음순, 질)을 일컫는 속어인 '보지'를 귀엽게 표현한 속어.
- 쥬지 - 남성의 생식기관 중 음경을 일컫는 속어인 '자지'를 귀엽게 표현한 속어.

### 일본
- 친코, 오친코(ちんこ、おちんこ) - 남성의 생식기관 중 음경을 뜻하는 속어이다.
- 친친, 오친친(ちんちん、おちんちん) - 남성의 생식기관 중 음경을 뜻하는 속어이다.
- 친포, 오친포（ちんぽ、おちんぽ） - 남성의 생식기관 중 음경을 뜻하는 속어이다.
- 만코, 오만코(まんこ、おまんこ) - 여성의 생식기관 중 외음부(음순, 질)을 뜻하는 속어이다.

### 영어권
- 콕(cock) - 남성의 생식기관 중 음경을 뜻하는 속어이다.
- 컨트(cunt) - 여성의 생식기관 중 외음부(음순, 질)을 뜻하는 속어이다.
- 딕(dick) - 남성의 생식기관 중 음경을 뜻하는 속어이다.
- 푸시(pussy) - 여성의 생식기관 중 외음부(음순, 질)을 뜻하는 속어이다.
- 볼스(balls) - 남성의 생식기관 중 고환을 뜻하는 속어이다.
- 크림파이( creampie ) : 여성의 음문에서 남자의 정액이 흘러나오는 모양을 표현한 속어로, 질내사정을 뜻하는 속어이다.